# Col de jadeíta
El repollo de jadeíta, col de jadeíta (en chino, 翠玉白菜; pinyin, Cuìyù Báicài; pe̍h-ōe-jī, 'Chhùi-ge̍k Pe̍h-chhài') o col de jadeíta con insectos es un trozo de jadeíta tallada con la forma de una cabeza de col china, con una langosta y un catídido camuflados entre sus hojas. Forma parte de la colección del Museo Nacional del Palacio en Taipéi, Taiwán.

## Descripción
La Col de Jadeíta es una escultura pequeña, que mide tan solo 18,7 cm de largo por 9,1cm  y 5,07cm, «poco más grande que una mano humana.»
Los rizos semi transparentes con apariencia de hojas se deben a la combinación de varios colores naturales del jade que recrean las variaciones de color de una col real. La figura fue esculpida de una sola pieza, mitad blanca, mitad verde, de jadeíta que contenía numerosas imperfecciones como grietas o zonas descoloridas. Estos defectos fueron incorporados a la escultura y se convirtieron en los tallos, venas y hojas de la col.
La escultura es considerada una alegoría de la virtud femenina, el tallo blanco simboliza la pureza, las hojas la fertilidad y abundancia y la langosta y el saltamontes a los hijos.

## Historia
Se desconoce el nombre del escultor de la Col de Jadeíta. La escultura se expuso por vez primera en el Palacio Yonghe de la Ciudad Prohibida, la residencia de la Consorte Jin del Emperador Guangxu del Imperio Qing, quien probablemente, la recibió como parte de la dote de su boda con Guangxu en 1889. Tras la caída del Imperio Qing en la Revolución China de 1911, la escultura pasó a formar parte de la colección del Museo de la Ciudad Prohibida. Junto al núcleo de esa colección, sobrevivió a la Segunda Guerra Sino-Japonesa (II Guerra Mundial) y a la Guerra Civil China. Fue empaquetada durante el Gran Retiro y reubicada en el Palacio Museo Nacional de Taiwán.

## Notoriedad
La Col de Jadeita ha sido denominada la "más famosa obra de arte" de todo el Museo del Palacio Nacional, y conjuntamente  con la Piedra con forma de carne y el Mao Gong Ding, es considerada uno de los Tres Tesoros del Museo del Palacio Nacional. Ha sido elegido por el público como el objeto más importante de toda la colección del museo.  En el año 2009 se originaron ciertas controversias cuando se descubrió que era en China donde se estaban confeccionando las copias de la Col de Jadeíta que se vendían en el museo, en vez de en Taiwán.